# Teletón 1981 (Chile)
La Teletón 1981 fue la cuarta versión de la campaña solidaria realizada en Chile los días 11 y 12 de diciembre en el Teatro Casino Las Vegas. El lema de esta versión fue «Juntos todo es posible». La niña símbolo fue Ana María Cortés.
Era el cuarto año consecutivo que se realizaba la Teletón. Esta versión se caracterizó por la cantidad de artistas que apoyaron esta causa, siendo 14 de ellos extranjeros. El monto recaudado fue de $ 202 436 220 (US$ 5 190 672), luego de 27 horas y media de transmisión.

## Antecedentes

### Campaña
Originalmente la campaña se iba a realizar los días 4 y 5 de diciembre de 1981, sin embargo el día sábado se realizaría el Festival OTI de ese año. La organización de la Teletón llamó a los representantes de la organización y del certamen para un eventual cambio de fecha, sin embargo lo declinaron, por lo que tuvo que moverse la fecha una semana, siendo el 11 y 12 de diciembre los nuevos días escogidos.

### Controversias
En esta edición de la Teletón la Central Nacional de Informaciones (CNI), organismo represivo de la dictadura militar, realizó la donación de un vehículo station wagon Mitsubishi para dicha institución. La Fundación Teletón recibió un llamado de la CNI para donar el vehículo, sin embargo la directora ejecutiva, Ximena Casarejos, no logró convencer al emisario de la CNI de que desistiera de dicha donación. Finalmente el aporte fue anunciado a las 18:30 del 12 de diciembre de 1981.
Ese mismo año hubo una polémica con el escritor Enrique Lafourcade, criticando el evento en un especial de Teleonce emitido el día 13 de diciembre de ese año, titulado Proceso a la Teletón.

## Artistas

### Cantantes
| Nacionales - José Alfredo Fuentes (intérprete del himno oficial "Juntos, todo es posible") - Ginette Acevedo - Sebastián - Roberto Viking Valdés - Juan Carlos Duque - Pachuco y La Cubanacán - Buddy Richard - Bermuda Show - Andrea Tessa - Los Luceros del Bailongo - Sergio Lillo - Eduardo Trujillo - Carlos Alegría - Peter Rock - Patricio Renán - Jorge Eduardo - Grupo Malibú - Antonio Gubbins - Cecilia Echeñique - Gloria Simonetti - Óscar Andrade - Alejandra Álamo - Juan Antonio Labra - Mónica de Calixto - Irene Llanos - Carlos Vásquez - Antonio Prieto - Los Huasos Quincheros - Fernando Montes - Florcita Motuda - Lucho Gatica - Fernando Ubiergo | Internacionales - Albert Hammond - Amparito Jiménez - Solinka - Armando Manzanero - Enrique Guzmán - Angélica María - José José - Pablo Abraira - Camilo Sesto - Juan Sebastián - Valerio - Francisco - Julio Bernardo Euson - Silvana Di Lorenzo - Las Mellizas del Tango - Leonor Benedetto - Ofra Haza - Nelson Ned - Billy Pontoni - Julio Iglesias - José Luis Rodríguez - Miguel Bosé - Danny Rivera - Salvatore Adamo - Franco Simone - Verónica Castro - Juan Verdaguer - Jorge Porcel - Jorge Romero "Firulete" - José Luis Gioia - Carlos Helo - Coco Legrand - Los Morisquetos - Susana Giménez - Moria Casán - Alberto Olmedo - Mino Valdés y Compañía - Gila - Esteban "Ronco" Retes - Daniel Vilches | - Ali Bongo, mago inglés - Iván Núnez, pianista - Gloria Benavides, showoman - Osvaldo Cuadros, baterista - Pepe Tapia, mago - Chicho Azúa, fenomímica - Daniel Lencina, trompetista - Musical de la selección chilena de fútbol clasificada a España 1982 - Tía Gabriela - Tío Memo - Tía Patricia - Maggie Lay - Sissi Lobato - Maripepa Nieto - Pitica y Bibi Ubilla - Wendy - Magaly Acevedo - Teresita Rouge - Susan Anton |

## Transmisión

### Televisión
- UCV Televisión
- Televisión Nacional de Chile
- Teleonce
- Universidad Católica de Chile Televisión
- Red Norte de Televisión

### Radio
- Radio Agricultura
- Radio Chilena
- Radio Santiago
- Radio Cooperativa
- Radio Minería
- Radio Nacional de Chile
- Radio Portales

## Auspiciadores
En esta versión los 26 auspiciadores de la cuarta campaña fueron:
- Aceite Chef
- Arroz Los Chinos
- Bálsamo Glossy
- Banco de Chile
- Calzados North Star
- Cecinas La Preferida
- Coca-Cola
- Cola Cao
- Conservas Colorado
- Consorcio Nacional de Seguros
- Chicles Dos en Uno
- Helados Bresler
- Insecticidas Baygon
- Jean Les Pins
- Johnson's Clothes
- Jugos Naturales Watt's
- Leche Soprole
- Margarina Sureña
- Nescafé
- Odontine
- Pilsener Cristal
- Quesos Dos Álamos
- Salsa de Tomates Elak
- Supermercados Unimarc
- Té Supremo
- Vinos Santa Carolina